# 풍세로
풍세로(Pungse-ro)는 대한민국의 충청남도 천안시 동남구 풍세면 풍서2교차로에서 시작하여, 천안시 동남구 원성동 남부오거리를 잇는 도로이다.

## 주요경유지
충청남도
- 천안시 동남구 (풍세면 . 신방동 . 청룡동 . 원성동)

## 노선 경로
| 이름         | 접속 노선                 | 소재지 | 소재지 | 비고 |
| ------------ | ------------------------- | ------ | ------ | ---- |
| 풍서2 교차로 | 지방도 제629호선 (광풍로) | 동남구 | 풍세면 |      |
| 풍서사거리   | 하정길 가송로             | 동남구 | 풍세면 |      |
| (이름없음)   | 용무길                    | 동남구 | 풍세면 |      |
| (이름없음)   | 봉강천로                  | 동남구 | 풍세면 |      |
| 남관교       |                           | 동남구 | 풍세면 |      |
| (이름없음)   | 미죽로                    | 동남구 | 풍세면 |      |
| 통정삼거리   | 신방남부길                | 동남구 | 신방동 |      |
| (이름없음)   | 국도 제21호선 (남부대로)  | 동남구 | 청룡둉 |      |
| (이름없음)   | 청수로                    | 동남구 | 청룡둉 |      |
| 남부오거리   | 충무로 중앙로 대흥로      | 동남구 | 원성동 |      |

## 주요 건물 및 시설
- 풍세119안전센터 (풍세로 91/풍서리 676-3)
- GS칼텍스 아람주유소 (풍세로 161/보성리 487-1)
- CU 천안남관점 (풍세로 466/남관리 133-2)
- S-OIL 은광주유소 (풍세로 477/남관리 102)
- 천일관광 천안사업부 (풍세로 599/신방동 250-1)
- HD현대오일뱅크 153주유소 (풍세로 689/신방동 1790)
- CU 천안용곡점 (풍세로 799/용곡동 116-25)
- 천안국빈장례식장 (풍세로 835/용곡동 98-1)
- GS칼텍스 영호주유소 (풍세로 857/용곡동 69-1)
- SK에너지 행복충전 청수충전소 (풍세로 887/다가동 61-16)
- GS칼텍스 우리주유소 (풍세로 895/다가동 61-6)
- S-OIL 동신주유소 (풍세로 907/다가동 61-1)
- HD현대오일뱅크 다온주유소 (풍세로 930/청수동 231-11)
- CU 풍세로점 (풍세로 931/청수동 30-5)